# Берёзовка (Крым)
Берёзовка (до 1945 года Смидо́вич; укр. Березівка, крымскотат. Berezovka, Березовка) — село в Раздольненском районе Республики Крым, центр Берёзовского сельского поселения (согласно административно-территориальному делению Украины — Берёзовского сельского совета Автономной Республики Крым)

## Население
| 2001 | 2014  |
| ---- | ----- |
| 1803 | ↘1308 |

Всеукраинская перепись 2001 года показала следующее распределение по носителям языка
| Язык             | Процент |
| ---------------- | ------- |
| русский          | 37.1    |
| крымскотатарский | 34.28   |
| украинский       | 24.35   |
| другие           | 1.11    |

### Динамика численности
| - 1939 год — 482 чел. - 1974 год — 1647 чел. - 1989 год — 1117 чел. | - 2001 год — 1803 чел. - 2009 год — 1598 чел. - 2014 год — 1308 чел. |

## Современное состояние
На 2016 год в Берёзовке числится 14 улиц; на 2009 год, по данным сельсовета, село занимало площадь 251 гектара, количество дворов — 497. В селе действует средняя общеобразовательная школа, сельский дом культуры, библиотека, отделение почтовой связи, сельская врачебная амбулатория ОПСМ, православный иконы Божией Матери «Спорительница хлебов». Берёзовка связана автобусным сообщением с райцентром и соседними населёнными пунктами.

## География
Берёзовка — большое село на крайнем юго-западе района, в степном Крыму, у границы с Черноморским районом, высота центра села над уровнем моря — 55 м. Ближайшие населённые пункты — Ульяновка в 2 км на запад, Каштановка в 3 км на север и Чехово в 5 км на восток. Расстояние до райцентра около 30 километров (по шоссе), ближайшая железнодорожная станция — Евпатория — около 45 километров. Транспортное сообщение осуществляется по региональной автодороге 35Н-022 Славянское — Евпатория (по украинской классификации С-0-11103).

## История
Первые евреи—переселенцы из Житомирской области прибыли на место современного 

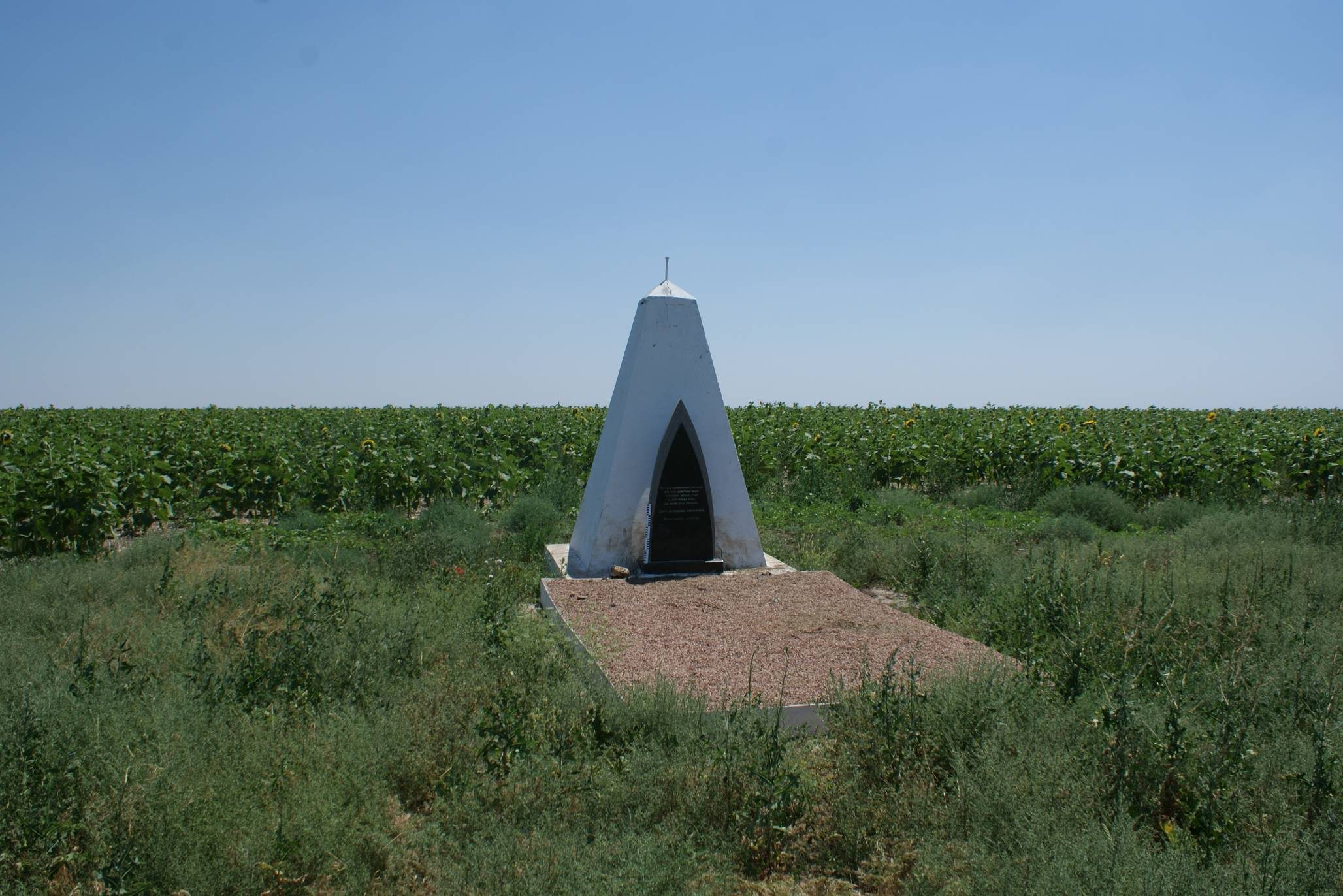
Братская могила мирных жителей

села в 1926 году, разместившись в бывшей экономии Рака (ныне Ульяновка), а с 1928 года началось активное заселение. Еврейский переселенческий участок № 12 был образован, видимо, на рубеже 1930-х годов (отмечен на карте по состоянию на 1931 год), в составе ещё Евпаторийского района Весной 1929 года селяне начали создавать товарищества по совместной обработке земли, а в марте 1930 года был организован колхоз «Соцдорф». С 1931 года по 1951 год председателем был Исаак Семенович Файерштейн. В 1930-х участок получил название Смидович — в честь Петра Смидовича — председателя КОМЗЕТа. Постановлением ВЦИК РСФСР от 30 октября 1930 года был создан Фрайдорфский еврейский национальный район (переименованный указом Президиума Верховного Совета РСФСР № 621/6 от 14 декабря 1944 года в Новосёловский) (по другим данным 15 сентября 1931 года) и село включили в его состав, а после создания в 1935 году Ак-Шеихского района (переименованного в 1944 году в Раздольненский) Смидович включили в его состав. Видимо, в эти годы был образован и сельсовет, поскольку в 1940-м году он уже существовал (в коем состоянии пребывает всю дальнейшую историю). В 1933 году в селе, с помощью казанских татар, была построена больница, построен сельский клуб, село было электрифицировано и радиофицировано, открыты магазины. В 1936 году была организована комсомольская ячейка, в 1940 году образована партийная организация колхоза. По данным всесоюзная перепись населения 1939 года в селе проживало 482 человек.

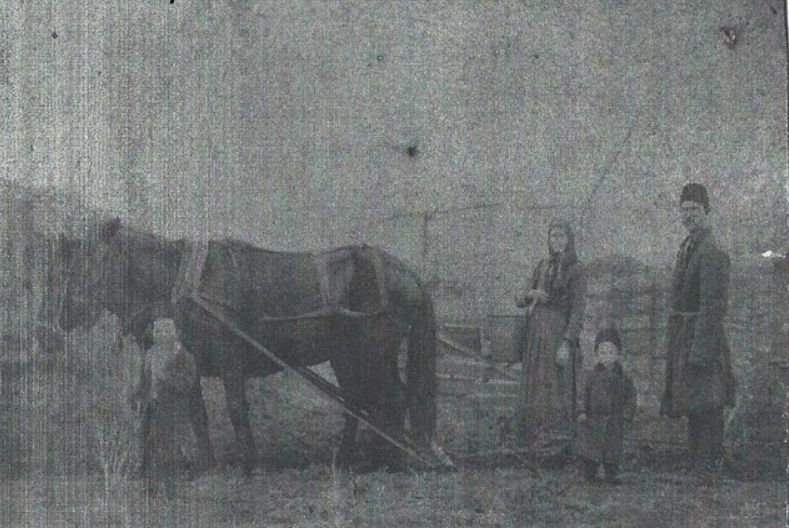
Первые поселенцы, 1926 г.

Вскоре после начала отечественной войны часть еврейского населения Крыма была эвакуирована, из оставшихся под оккупацией большинство расстреляны. В годы войны на фронтах сражались 45 жителей села, 28 из них погибли, 24 награждены орденами и медалями. В их честь в 1967 году в центре села установлен памятный знакк, в 1980 году заменённый на мемориальную композицию из вертикальной и горизонтальной стел на общем подиуме. В декабре 1941 года, в период фашистской оккупации, на домах, где проживали евреи, были прибиты куски фанеры с изображением шестиконечных звёзд. В том же декабре (по другим сведениям — весной 1942 года), прибышие в село каратели, при содействии местных полицаев, вывели евреев из домов, посадили в кузов крытого грузовика. Вывезя людей за окраину, к старинному колодцу, фашисты ресстреляли их, а тела сбросили в колодец. Всего погибло по одним сведениям свыше 30 (по другим — 80) мирных жителей. По данным ЧГК погиб 31 еврей. В 1976 году, по инициативе местных жителей на средства колхоза им. Калинина, на братской могиле был установлен памятник. Постановлением Совета министров Республики Крым № 627 от 20 декабря 2016 года оба памятника отнесены к категории объектов культурно-исторического наследия России регионального значения.
Указом Президиума Верховного Совета РСФСР от 21 августа 1945 года Смидович был переименован в Берёзовку и Смидовичский сельсовет — в Берёзовский. С 25 июня 1946 года Берёзовка в составе Крымской области РСФСР. В марте 1951 года образован колхоз имени Калинина. 26 апреля 1954 года Крымская область была передана из состава РСФСР в состав УССР. Указом Президиума Верховного Совета УССР «Об укрупнении сельских районов Крымской области», от 30 декабря 1962 года село присоединили к Черноморскому району. 1 января 1965 года, указом Президиума ВС УССР «О внесении изменений в административное районирование УССР — по Крымской области», вновь включили в состав Раздольненского. В период с 1968 года, когда Лебедево ещё числилось в составе Березовского сельсовета, по 1977 год, когда оно уже значилось в списке объединённых, Лебедево включили в состав Берёзовки — , но, исходя из имеющихся данных по местоположению, это было укрупнение — переселение жителей в центральую усадьбу с лквидацией прежнего поселения. По данным переписи 1989 года в селе проживало 1117 человек. С 12 февраля 1991 года село в восстановленной Крымской АССР, 26 февраля 1992 года переименованной в Автономную Республику Крым. С 21 марта 2014 года в составе Крыма аннексирована Россией.